# Ducati 888
Ducati 888 je motocykl kategorie superbike, vyvinutý firmou Ducati, vyráběný v letech 1991–1993. Předchůdcem byl typ Ducati 851, nástupcem je Ducati 916. Technické parametry jsou pro model Ducati 888SP5, ročník 1993.

## Motor
Pohonnou jednotkou je pro Ducati typický dvouválec do L s osami válců svírajícími úhel 90 stupňů a objemem 888 cm³ (vrtání × zdvih je 94 × 64 mm), který má čtyři ventily na válec a desmodromický rozvod.

## Technické parametry
- Rám: trubkový z ocelových trubek
- Suchá hmotnost: 188 kg
- Pohotovostní hmotnost: kg
- Maximální rychlost: 260 km/h
- Spotřeba paliva: 5,81 l/100 km